# زرامین علیا
زرامین‌علیا، روستایی از توابع بخش زرین‌دشت شهرستان نهاوند در استان همدان ایران است. 

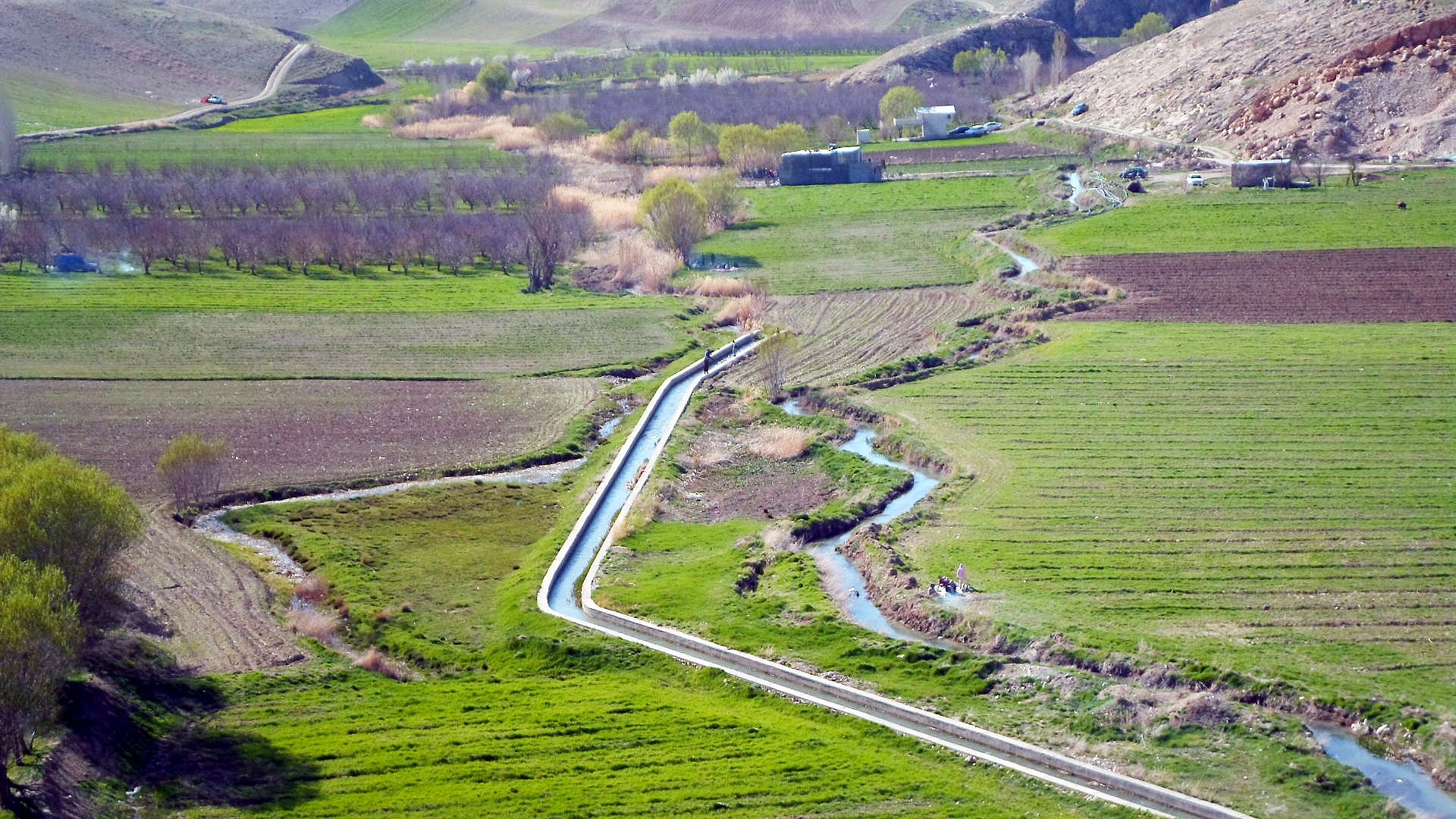
پشت تنگه سراب دربند زرامین علیا

از عمده‌ترین محصولات کشاورزی گردو و خیار می‌باشد. کمرپوته ازآثار طبیعی و قبرستان قدیمی اثری تاریخی، و همچنین وجود باغات میوه و نهرهای فراوان نیز از جاذبه‌های گردشگری این روستا می‌باشد.
جنگ حیاتی نهاوند در حمله اعراب مسلمان به امپراتوری ایران، در امتداد تپه‌ها و ناهمواریهای قهوه‌ای شمال زرامین‌علیا 
brown ridge of zarrameen  تا شهر اسفيد‌‌‌‌‌هان (روستای سعد‌وقاص فعلی) رخ داده است.
زرداک در مقابل نعیم، بر بلندیهای شمال غربی (جنوب اردیشان) و مردانشاه برادر ابولؤلؤ، سردار سپاه ساسانی در مقابل نعمان و قعقاع، بر بلندی‌های میانی نهاوند و بهمن در مقابل حذیفه، بر بلندی‌های زرامین‌علیا (ناحیه شمالی قبرستان این روستا) که سپری برای حفاظت از شهر کهن نهاوند بود مستقر شدند.  
در‌‌نهایت سپاه‌‌ ایران فریب خورد و موقعیت برتر دفاعی خود را رها کرد و جنگ از برآمدگی‌ها به دره‌ها و دشت‌های هموار کشیده شد. 
با پیروزی جنگجویان عرب مسلمان، به فرماندهی نعمان بن مقرن، شهر استراتژیک نهاوند فتح شد و امپراتوری ایران برای همیشه از بین رفت. اهمیّت این نبرد تا جایی مهم بود که اعراب آن را فتح الفتوح نامیدند. 

## قدمت
1. کشف دو سکه عکس‌دار نقره‌ای سیاه رنگ با خط نوشته‌های متفاوت با خط میخی و خط فارسی، در سال ۱۳۶۸.
2. اثر‌حفر چاله‌چوله‌ها‌ی فراوان توسط جستجوگران گنج برای کشف سکه‌ها و آثارتاریخی در تپه‌های اطراف روستا.
3. قبرستان قدیمی و رؤیت اسکلت‌های تکی یا گروهی بسیار کهن در خاکبرداری های اطراف قبرستان و پشت‌تنگه سراب روستا توسط اهالی.
4. سراب وادی و رود‌خانه اصلی و جویبارها و کانالهای زیادی که در دوره‌های زمانی گذشته در ادوار تاریخی تا زمان فعلی وجود داشته اند.
5. ناهمواری‌های قهوه‌ای رنگ در شمال این روستا یک سپردفاعی مناسب برای دفاع از شهر و قلعه نهاوند بوده است. که درحمله اعراب مسلمان به ایران، سپاه ساسانی با استفاده از این موانع توانست جنگجویان عمر را برای مدتی به عقب براند، و ضربات سختی هم به متجاوزان عرب وارد کرد.
6. مسیر مهّم تجاری و پل ارتباطی بین دو تمدن اصلی، یعنی تپه‌ گیان و قلعهٔ تاریخی و شهرباستانی نهاوند بوده است.

این روستای کهن بیش از ۲۰۰۰ سال قدمت دارد، کشت‌گاه زراعی و دامپروری ساسانیان و ادوار پیشین بوده است که بر مسیر تجاری دو تمدن تپه‌ گیان و قلعه‌ٔ نهاوند قرار داشته است و ساخت پل لاغه در ادوار اخیر اهمیّت این مسیر را بیشتر نشان میدهد. محصولات لبنی و دامی و زراعی در این روستا تولید و به قلعهٔ نهاوند هم ارسال می‌شده‌ است.

## مردم شناسی
تبار و تیره
مردمان زرامین فارس و لک و لکها تیره ای شمالی از قوم لر هستند.
زبان
ساکنان روستا زرامین به زبان لکی و فارسی و عمده‌اي از آنان به گویش لری سخن می‌گویند.
جمعیت
این روستا در دهستان فضل قرار دارد و براساس سرشماری مرکز آمار ایران در سال ۱۳۹۵، جمعیت آن ۶۱۵ نفر (۱۸۳خانوار) بوده‌است.